# Giulio Del Moro

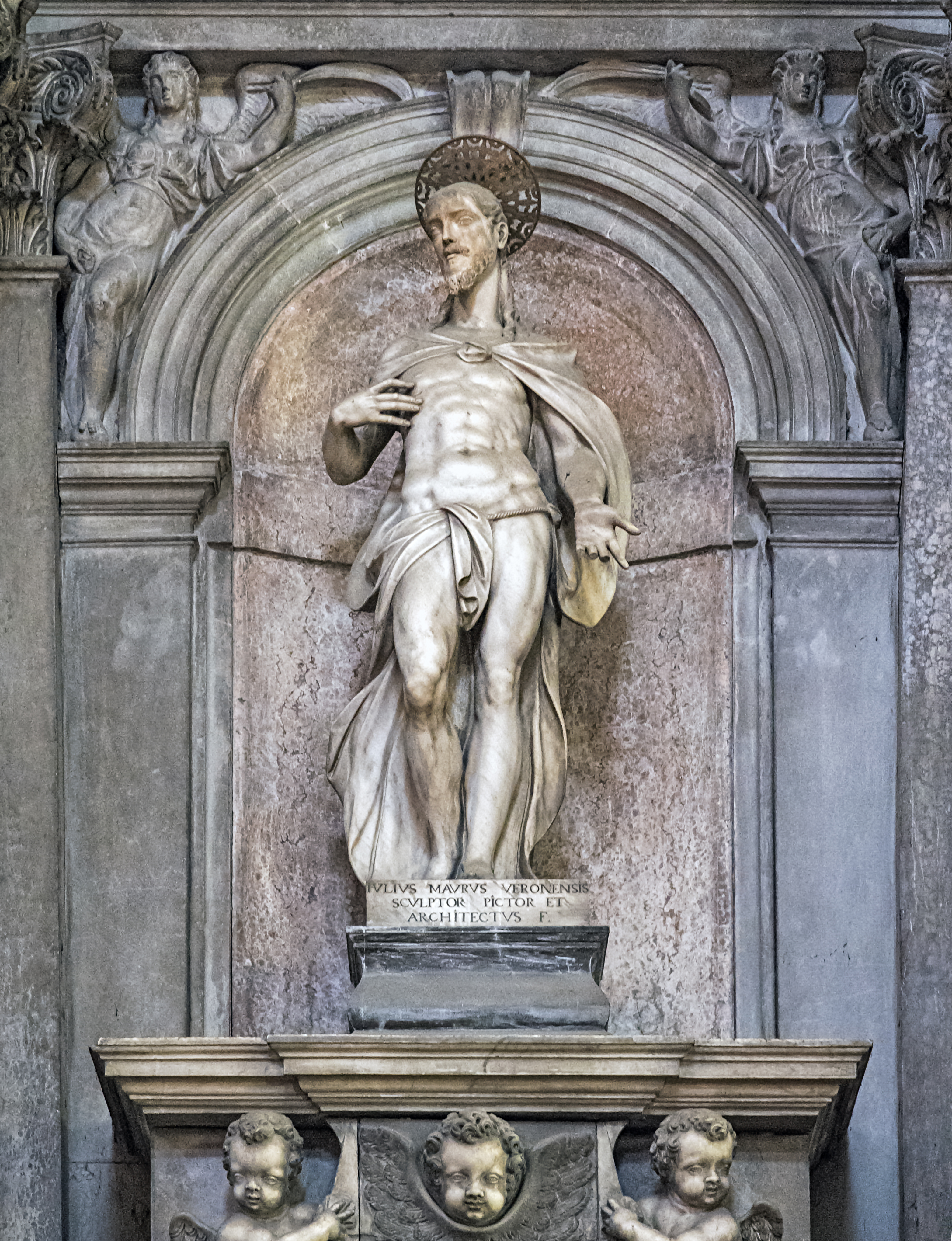
Il Salvatore Chiesa di San Salvador

Giulio Del Moro anche noto come Dal Moro o Moro o anche Angolo Del Moro (Verona, 1555 circa – dopo il 1618) è stato un pittore e scultore italiano.

## Biografia
Figlio ultimogenito di Battista D'Angolo detto del Moro e della figlia di Francesco India, del padre seguì le orme e adottò il soprannome come pseudonimo, facendolo diventare un nuovo cognome per la sua famiglia. Era fratello di Marco anch'esso pittore e incisore.
Entro il 1587 fu attivo nel Palazzo Ducale di Venezia, nelle sale del Maggior Consiglio e dello Scrutinio. Operò anche nella chiesa di San Zanipolo e a Santa Fosca. Tra il 1613 e il 1614 lavorò a Palazzo come stuccatore e pittore. 
Dopo che realizzò le statue per la facciata della Basilica di San Giorgio Maggiore (1618) non si ha alcuna altra informazione a suo riguardo.